# Copidosoma variventris
Copidosoma variventris är en stekelart som först beskrevs av Girault 1925.  Copidosoma variventris ingår i släktet Copidosoma och familjen sköldlussteklar. Inga underarter finns listade i Catalogue of Life.